# José Ángel Crespo
José Ángel Crespo Rincón (Lora del Río, 9 de febrero de 1987) es un exfutbolista español que jugaba de defensa.

## Trayectoria
Comenzó su andadura en las categorías inferiores del Sevilla F. C. a las que llegó con 16 años. Vivía con varios compañeros mientras realizaba al mismo tiempo estudios universitarios en la universidad Pablo de Olavide. Llegó procedente del equipo de su municipio, el Lora, en la categoría cadete.
Debutó con el primer de la mano de Juande Ramos, incluso jugando UEFA. Con la llegada de Manolo Jiménez al banquillo, empezó a tener minutos con el primer equipo debutando en el Sevilla F. C. 3-0 Valencia C. F. de la 9.ª jornada de Liga. En la jornada siguiente de la temporada recibió un codazo en la cara de Mahamadou Diarra, jugador del Madrid, por lo que estuvo lesionado cerca de un mes, reapareciendo con una máscara hecha a medida. Tras terminar la campaña fue objetivo de numerosos equipos, entre ellos el Aston Villa. El 2 de julio de 2009 fue cedido al Racing de Santander por una temporada.
En 2011, tras pasar por el Padova Calcio italiano, fichó por el Bologna F. C. 1909 que jugaba en la Serie A. Al año siguiente se marchó cedido, con opción de compra, al Hellas Verona antes de regresar a Bolonia.
En 2014 volvió a España en calidad de cedido con opción de compra al Córdoba C. F.
En el verano de 2016 fichó por el PAOK de Salónica F. C., equipo con el que ganó una Superliga de Grecia y cuatro veces la Copa de Grecia. Después de seis años allí, en junio de 2022 firmó por el APOEL de Nicosia chipriota. En este club militó dos temporadas y en junio de 2024 puso fin a su carrera.

## Selección nacional
Fue internacional con la selección española sub-19, sub-20 y sub-21.

## Palmarés

### Campeonatos nacionales
| Título                     | Club                   | País   | Año  |
| -------------------------- | ---------------------- | ------ | ---- |
| Copa del Rey               | Sevilla F. C.          | España | 2007 |
| Supercopa de España        | Sevilla F. C.          | España | 2007 |
| Copa de Grecia             | PAOK de Salónica F. C. | Grecia | 2017 |
| Copa de Grecia             | PAOK de Salónica F. C. | Grecia | 2018 |
| Superliga de Grecia        | PAOK de Salónica F. C. | Grecia | 2019 |
| Copa de Grecia             | PAOK de Salónica F. C. | Grecia | 2019 |
| Copa de Grecia             | PAOK de Salónica F. C. | Grecia | 2021 |
| Primera División de Chipre | APOEL de Nicosia       | Chipre | 2024 |

### Campeonatos internacionales
| Título          | Club (*)                   | País         | Año  |
| --------------- | -------------------------- | ------------ | ---- |
| Copa de la UEFA | Sevilla F. C.              | Países Bajos | 2006 |
| Europeo Sub-19  | Selección de España sub-19 | Polonia      | 2006 |

(*) Incluyendo la selección.